# جی. کی. سیمونز
جاناتان کیمبل سیمنز (انگلیسی: Jonathan Kimble Simmons؛ زادهٔ ۹ ژانویه ۱۹۵۵) بازیگر آمریکایی است. وی را عمدتاً بخاطر بازی در سریال شبکهٔ ان‌بی‌سی به نام نظم و قانون و مجموعه فیلم‌های مرد عنکبوتی می‌شناسند. تاکنون صدای وی نیز برای صداگذاری چندین انیمیشن و بازی رایانه‌ای استفاده شده است. او توانست برای فیلم ویپلش (۲۰۱۴) جایزه اسکار نقش مکمل مرد را دریافت کند.

## کودکی
سیمنز زادهٔ گروس پوینت، میشیگان است. وی فرزند پاتریشیا کیمبل (یک کارمند) و دونالد ویلیام سیمونز (یک معلم موسیقی) است. او همچنین یک برادر و خواهر دیگر نیز دارد. سیمنز دانش‌آموختهٔ دانشگاه مونتانا است.

## گزیدهٔ نقش‌آفرینی‌ها

### سینما
- حسابدار ۲ (۲۰۲۴)
- نمی‌توانی برای همیشه فرار کنی (۲۰۲۴)
- اتحاد (۲۰۲۴)
- رد وان (۲۰۲۴)
- مرد عنکبوتی: در میان دنیای عنکبوتی (۲۰۲۳)
- مسابقات رالی جاده‌ای (۲۰۲۳)
- یک روز مانند یک شیر (۲۰۲۳)
- برادر کوچک (۲۰۲۳)
- باشکوه (۲۰۲۲)
- چیپ و دیل (۲۰۲۲)
- موربیوس (۲۰۲۲)
- بت‌گرل (۲۰۲۲)
- مرد عنکبوتی: راهی به خانه نیست (۲۰۲۱)
- ریکاردو بودن (۲۰۲۱)
- شکارچیان روح: افترلایف (۲۰۲۱)
- ونوم: بگذارید کارنیج بیاید (۲۰۲۱)
- سوار بر عقاب (۲۰۲۱)
- جنگ فردا (۲۰۲۱)
- پالم اسپرینگز (۲۰۲۰)
- ۲۱ پل (۲۰۱۹)
- کلاوس (۲۰۱۹)
- من اینجا نیستم (۲۰۱۹)
- ۳ روز با پدر (۲۰۱۹)
- مرد عنکبوتی: دور از خانه (۲۰۱۹)
- فن‌بوی (۲۰۱۹)
- رقیب پیشتاز (۲۰۱۸)
- پسری به نام سیلبوت (۲۰۱۸)
- پدران جایگزین (۲۰۱۷)
- لیگ عدالت (۲۰۱۷)
- آدم‌برفی (۲۰۱۷)
- خائنان (۲۰۱۷)
- مردان مجرد (۲۰۱۷)
- فیلم شکلک (۲۰۱۷)
- غده سیاه (۲۰۱۷)
- تمام شب (۲۰۱۷)
- راک داگ (۲۰۱۶)
- روز میهن‌پرستان (۲۰۱۶)
- حسابدار (۲۰۱۶)
- دیر شکوفا (۲۰۱۶)
- لا لا لند (۲۰۱۶)
- مشت‌زدن به هنری (۲۰۱۶)
- زوتوپیا (۲۰۱۶)
- آبشار جاذبه (۲۰۱۶)
- پاندای کونگ‌فوکار ۳ (۲۰۱۶)
- دنیاهایی جدا افتاده (۲۰۱۵)
- فضول (۲۰۱۵)
- نابودگر: جنسیس (۲۰۱۵)
- آوریل و جهان شگفت‌انگیز (۲۰۱۵)
- ماجرای جی زی (۲۰۱۵)
- اِیوا و لالا (۲۰۱۴)
- نقطه شکست (۲۰۱۴)
- قتل یک گربه (۲۰۱۴)
- مردان، زنان و کودکان (۲۰۱۴)
- بازنویسی (۲۰۱۴)
- پابرهنه (۲۰۱۴)
- ویپلش (۲۰۱۴)
- ۳ گیزرز! (۲۰۱۳)
- ویپلش (۲۰۱۳) - فیلم کوتاه
- دستبند جادویی (۲۰۱۳)
- سگ گله (۲۰۱۳)
- روز کارگر (۲۰۱۳)
- ۳ گیزرز! (۲۰۱۳)
- آسمان تاریک (۲۰۱۳)
- جابز (۲۰۱۳)
- سیارهٔ ماجراجویی (۲۰۱۲)
- قاچاق (۲۰۱۲)
- کلمات (۲۰۱۲)
- بزرگسال جوان (۲۰۱۱)
- بلکستون (۲۰۱۱)
- دکتر خوب (۲۰۱۱)
- موسیقی هرگز متوقف نمی‌شود (۲۰۱۱)
- شهامت واقعی (۲۰۱۰)
- گربه‌ها و سگ‌ها: انتقام از کیتی گالور (۲۰۱۰)
- ابر ذهن (۲۰۱۰)
- نشانه نامرئی خودم (۲۰۱۰)
- اوضاع درهم خارج از زندان (۲۰۱۰)
- بدن جنیفر (۲۰۰۹)
- بالا در آسمان (۲۰۰۹)
- شیره (۲۰۰۹)
- پُست‌گِـرَد (۲۰۰۹)
- بیگانگان زیرشیروانی (۲۰۰۹)
- دوستت دارم، مرد (۲۰۰۹)
- شن‌های قرمز (۲۰۰۹)
- روش جنگ (۲۰۰۹)
- تازه‌وارد در شهر (۲۰۰۹)
- نوع شرور (۲۰۰۹)
- بخوان و بسوزان (۲۰۰۸)
- استرداد (۲۰۰۷)
- جونو (۲۰۰۷)
- پستی (۲۰۰۷)
- مرد عنکبوتی ۳ (۲۰۰۷)
- فضانورد کشاورز (۲۰۰۶)
- اولین برف (۲۰۰۶)
- کو! (۲۰۰۵)
- روزگار خشن (۲۰۰۵)
- پوم پوکو (۲۰۰۵) - صداپیشه
- ممنون که سیگار می‌کشید (۲۰۰۵)
- مرد عنکبوتی ۲ (۲۰۰۴)
- قاتلین پیرزن (۲۰۰۴)
- هیدالگو (۲۰۰۴)
- خارج از نقشه (۲۰۰۳)
- دسترس (۲۰۰۳)
- مرد عنکبوتی (۲۰۰۲)
- مکزیکی (۲۰۰۱)
- هدیه (۲۰۰۰)
- جو زیبا (۲۰۰۰)
- پاییز در نیویورک (۲۰۰۰)
- اِم خودم را در لاس وگاس گم کردم (۱۹۹۹)
- به عشق مسابقه (۱۹۹۹)
- قوانین خانه سایدر (۱۹۹۹)
- بالاتر از انجماد (۱۹۹۸)
- ستاره مشهور (۱۹۹۸)
- آناستازیا (۱۹۹۷)
- شغال (۱۹۹۷)
- عشق وارد شد (۱۹۹۷)
- اقدامات شدید (۱۹۹۶)
- باشگاه همسران اول (۱۹۹۶)
- پیشاهنگ (۱۹۹۵)
- رف (۱۹۹۴)

### تلویزیون
- جالوت (۲۰۲۱)
- شکست‌ناپذیر (۲۰۲۱ تا کنون)
- دفاع از جیکوب (۲۰۲۰)
- بروکلین نه-نه (۲۰۲۰)
- ورونیکا مارس (۲۰۱۹)
- همتا (۲۰۱۹–۲۰۱۷)
- باب‌اسفنجی شلوارمکعبی (۲۰۱۷)
- آرچر (۲۰۱۶)
- آبشار جاذبه (۲۰۱۶–۲۰۱۵)
- بوجک هورسمن (۲۰۲۰–۲۰۱۴)
- گردآوری انتقامجویان (۲۰۱۵–۲۰۱۳)
- پارک‌ها و تفریحات (۲۰۱۳)
- سوپر قهرمانان لگو مارول: حداکثر بار (۲۰۱۳)
- افسانه کورا (۲۰۱۴–۲۰۱۲)
- مرغ ربات (۲۰۱۸–۲۰۱۱)
- داستان زندگی هوپ (۲۰۱۱)
- بتمن شجاع و جسور (۲۰۱۰)
- فلپ‌جک (۲۰۱۰–۲۰۰۹)
- بن۱۰: نیروی بیگانه (۲۰۰۸)
- فینیس و فرب (۲۰۱۴–۲۰۰۸)
- کیم پاسیبل (۲۰۰۷)
- سیمپسون‌ها (۲۰۱۹–۲۰۰۶)
- بال غربی (۲۰۰۶)
- جک و بابی (۲۰۰۵)
- پرورش شکست‌خورده (۲۰۰۵)
- جراحی پلاستیک (۲۰۰۴)
- بخش فوریت‌های پزشکی (۲۰۰۴)
- نظم و قانون: قصد جنایی (۲۰۰۲)
- راهی به‌سوی جنگ (۲۰۰۲)
- نظم و قانون: واحد قربانیان ویژه (۲۰۰۱–۲۰۰۰)
- دیدبان سوم (۲۰۰۰)
- پخش زنده شنبه شب (۲۰۱۵–۱۹۹۹)
- نظم و قانون (۱۹۹۴ و ۲۰۱۰–۱۹۹۷)

### بازی‌های ویدئویی
- پورتال ۲ (۲۰۱۱)
- فرمان و تسخیر: هشدار قرمز ۳ (۲۰۰۸)
- مرد عنکبوتی ۳ (۲۰۰۷)
- مرد عنکبوتی ۲ (۲۰۰۵)